# Protein tạo hình xương 7
Protein tạo hình xương 7 hoặc BMP7 (còn được gọi là protein tạo xương-1 hoặc OP-1) là một loại protein mà ở người được mã hóa bởi gen BMP7.

## Chức năng
Protein được mã hóa bởi gen này là một thành viên của siêu họ TGF-β.. Giống như các thành viên khác trong họ protein protein tạo hình xương, nó đóng một vai trò quan trọng trong việc chuyển đổi các tế bào trung mô thành xương và sụn. Nó bị ức chế bởi noggin và một loại protein tương tự, chordin, được thể hiện trong Spemann-Mangold Organizer. BMP7 có thể liên quan đến cân bằng nội môi. Nó được thể hiện trong não, thận và bàng quang.
BMP7 gây ra sự phosphoryl hóa SMAD1 và SMAD5, từ đó tạo ra sự phiên mã của nhiều gen tạo xương. Nó đã được chứng minh rằng điều trị BMP7 là đủ để tạo ra tất cả các dấu hiệu di truyền của sự biệt hóa nguyên bào xương trong nhiều loại tế bào.

## Vai trò trong sự phát triển của động vật có xương sống
Vai trò của BMP7 trong sự phát triển thận của động vật có vú là thông qua việc tạo ra MET của bệnh phù nề metanephrogenic. Các mô biểu mô nổi lên từ quá trình MET này cuối cùng tạo thành các ống và cầu thận của nephron.  BMP-7 cũng quan trọng trong cân bằng nội môi của thận trưởng thành bằng cách ức chế chuyển tiếp ephithelial-mesenchymal (EMT). Biểu hiện BMP-7 bị suy giảm khi nephron bị căng thẳng do viêm hoặc thiếu máu cục bộ, dẫn đến EMT, có thể dẫn đến xơ hóa thận. Loại xơ hóa này thường dẫn đến suy thận, và được dự đoán là bệnh thận giai đoạn cuối.
BMP7 đã được phát hiện là rất quan trọng trong việc xác định tổ chức bụng-lưng ở cá ngựa vằn. BMP7 gây ra sự biểu hiện của kiểu hình bụng trong khi sự ức chế hoàn toàn của nó tạo ra một kiểu hình mặt lưng. Hơn nữa, BMP7 cuối cùng đã bị "tắt" một phần trong quá trình phát triển phôi nhằm tạo ra các bộ phận của sinh vật.
Trong nhiều thí nghiệm phát triển ban đầu sử dụng cá ngựa vằn, các nhà khoa học đã sử dụng caBMPR (hoạt động cấu thành) và tBMP (thụ thể cắt ngắn) để xác định tác dụng của BMP7 trong phôi thai. Họ phát hiện ra rằng hoạt động cấu thành, khiến BMP được thể hiện ở khắp mọi nơi tạo ra một kiểu hình phi tập trung, trong khi bị cắt cụt, bị khử.

## Ứng dụng trị liệu
BMP7 tái tổ hợp của con người có công dụng phẫu thuật và được bán trên thị trường với thương hiệu OP1 (được bán bởi Olympus, người đã mua nó từ Stryker). Nó có thể được sử dụng để hỗ trợ trong phản ứng tổng hợp của các cơ quan đốt sống để ngăn ngừa chấn thương thần kinh. Ngoài ra trong điều trị không liên kết xương chày, thường xuyên trong trường hợp ghép xương đã thất bại. rhBMP-2 được sử dụng rộng rãi hơn trên lâm sàng vì nó giúp xương phát triển tốt hơn rhBMP-7 và các BMP khác.
BMP7 cũng có khả năng điều trị bệnh thận mãn tính. Bệnh thận được đặc trưng bởi sự biến dạng của kiến trúc hình ống bởi cả sự tích tụ myofibroblast và thâm nhiễm bạch cầu đơn nhân  Bởi vì BMP-7 nội sinh là một chất ức chế dòng thác tín hiệu TGF-gây ra xơ hóa, sử dụng tái tổ hợp ngoại sinh. 7) có thể là một điều trị khả thi của bệnh thận mãn tính. Người ta cũng nghĩ rằng BMP-7 đảo ngược tình trạng xơ hóa và EMT thông qua việc giảm thâm nhiễm bạch cầu đơn nhân vào mô bị viêm.  Ở cấp độ phân tử, BMP-7 ức chế tình trạng viêm bằng cách làm giảm sự biểu hiện của một số cytokine tiền viêm do bạch cầu đơn nhân tạo ra.  Giảm căng thẳng viêm này, lần lượt, làm giảm cơ hội xơ hóa.
Bất kể cơ chế xơ hóa hoặc nguồn gốc của myofibroblasts, BMP-7 ngoại sinh đã được hiển thị để đảo ngược quá trình EMT và kích hoạt MET. Cuối cùng, điều này khôi phục quần thể tế bào biểu mô khỏe mạnh và chức năng bình thường của thận ở chuột.  Điều này cũng thích hợp ở người, vì nhiều bệnh xuất phát từ xơ hóa cơ quan xảy ra thông qua quá trình EMT. Sự chuyển tiếp biểu mô - màng não cũng có vấn đề trong di căn ung thư, do đó, việc giảm EMT với DNA tái tổ hợp có thể có ý nghĩa lớn trong các lựa chọn điều trị ung thư trong tương lai.
Quản trị BMP7 đã được đề xuất như là một điều trị có thể cho vô sinh ở người do đáp ứng kém với điều trị FSH.

## Xúc tiến mỡ nâu
Người ta phát hiện ra rằng những con chuột được tiêm BMP7 đã tăng sản xuất tế bào mỡ nâu "tốt", trong khi vẫn giữ mức độ của các tế bào mỡ trắng bình thường không đổi. Một liệu pháp BMP7 cho bệnh béo phì ở người có thể được phát triển.
BMP7 không chỉ kích thích quá trình tạo mỡ màu nâu, nó còn kích thích sự "hóa nâu" của các tế bào mỡ màu nâu hoặc màu be, biến chúng từ kiểu hình giống màu trắng thành kiểu hình giống màu nâu (có cảm ứng với UCP1 và có thể thực hiện không sinh nhiệt - cho phép phân tán năng lượng dưới dạng nhiệt).

## Các tác dụng khác có thể có
Một số nghiên cứu cho thấy BMP7 có thể điều chỉnh ảnh hưởng đến lượng thức ăn.